# Platycleis turanica
Platycleis turanica är en insektsart som beskrevs av Frederick Everard Zeuner 1930. Platycleis turanica ingår i släktet Platycleis och familjen vårtbitare. Inga underarter finns listade i Catalogue of Life.